# Queijo minas frescal
Queijo minas frescal, ou simplesmente queijo minas, é um queijo brasileiro e segundo o regulamento técnico do Mercosul de identidade e qualidade:"entende-se por queijo minas frescal o queijo fresco obtido por coagulação enzimática do leite com coalho e/ou outras enzimas coagulantes apropriadas, complementada ou não com ação de bactérias lácticas específicas."

## Nomenclaturas
"Queijo de minas" (ou "Queijo minas" como é popularmente chamado), diz respeito a todo e qualquer queijo produzido em Minas Gerais, independente de local ou processo de cura. Por outro lado, em alguns estados do Brasil o nome se tornou sinônimo do queijo frescal, ou queijo branco, como é conhecido em alguns lugares do país. Nesse caso, o queijo minas corresponde ao queijo fresco, com pouco tempo de cura e ainda no processo de dessoração (perda de líquido). O uso do nome queijo minas para certos tipos de queijo se deu pelo fato histórico de que Minas Gerais sempre foi o mais tradicional produtor de laticínios do país.
|                                          |
| Combinação de queijo minas com goiabada. |

## Características
- Massa crua
- Consistência mole
- Muito alta umidade[3]
- Classificação como semigordo
- Deve ser consumido fresco[4]
- Grande variação de sabores

### Coadjuvante de coagulação
- Ácido lático (CH3CHOHCOOH): 20 a 25mL/100L de leite, utilizando ácido lático industrial 85%, e fazendo solução aquosa a 110 °D.

## Recorde Brasil
Em agosto de 2014, a cidade de Ipanema registrou o recorde de maior queijo minas padrão do país, ao preparar a peça com 1.770 kg. O fato foi registrado e certificado pelo RankBrasil e o queijo foi apresentado na edição da Festa do Queijo da cidade.